# Liste der Bodendenkmale in Königshain-Wiederau
In der Liste der Bodendenkmale in Königshain-Wiederau sind die Bodendenkmale der Gemeinde Königshain-Wiederau und ihrer Ortsteile nach dem Stand der Auflistung von Volkmar Geupel aus dem Jahr 1983 aufgelistet. Eventuelle Änderungen und Ergänzungen, insbesondere aus der Zeit nach der Wende, sind nicht berücksichtigt, da für Sachsen aktuell keine neueren allgemein zugänglichen Bodendenkmallisten vorliegen. Die Baudenkmale sind in der Liste der Kulturdenkmale in Königshain-Wiederau aufgeführt.
| Denkmal-ID | Fundart          | Ortsteil        | Bezeichnung             | Zeitstellung | Lage                                               | Bemerkungen                                                           | Bild |
| ---------- | ---------------- | --------------- | ----------------------- | ------------ | -------------------------------------------------- | --------------------------------------------------------------------- | ---- |
| ?          | besonderer Stein | Topfseifersdorf | Steinkreuz „Sühnekreuz“ | Neuzeit      | Ortmitte, Schmuckplatz 200 m südöstlich der Kirche | Dolch(?) und Jahreszahl 1680 eingeritzt, Schutz seit 17. Oktober 1963 |      |